# 凌雲県
凌雲県（りょううん-けん）は中華人民共和国広西チワン族自治区百色市に位置する県。

## 行政区画
- 鎮:泗城鎮、邏楼鎮、加尤鎮、下甲鎮
- 民族郷:伶站ヤオ族郷、朝里ヤオ族郷、沙里ヤオ族郷、玉洪ヤオ族郷